# Марблгед (Огайо)
Марблгед (англ. Marblehead) — селище (англ. village) в США, в окрузі Оттава штату Огайо. Населення — 865 осіб (2020).

## Географія
Марблгед розташований за координатами 41°32′6″ пн. ш. 82°43′27″ зх. д. / 41.53500° пн. ш. 82.72417° зх. д. (41.534867, -82.724037).  За даними Бюро перепису населення США в 2010 році селище мало площу 11,14 км², з яких 8,56 км² — суходіл та 2,58 км² — водойми.

## Демографія
Згідно з переписом 2010 року, у селищі мешкали 903 особи в 417 домогосподарствах у складі 285 родин. Густота населення становила 81 особа/км².  Було 942 помешкання (85/км²).
Расовий склад населення:
| - 98,7 % — білих - 0,3 % — азіатів - 0,2 % — чорних або афроамериканців - 0,1 % — корінних американців |

До двох чи більше рас належало 0,6 %. Частка іспаномовних становила 1,7 % від усіх жителів.
За віковим діапазоном населення розподілялося таким чином: 15,9 % — особи молодші 18 років, 55,3 % — особи у віці 18—64 років, 28,8 % — особи у віці 65 років та старші. Медіана віку мешканця становила 55,7 року. На 100 осіб жіночої статі у селищі припадало 98,9 чоловіків;  на 100 жінок у віці від 18 років та старших — 104,6 чоловіків також старших 18 років.
Середній дохід на одне домашнє господарство  становив 92 982 долари США (медіана — 75 000), а середній дохід на одну сім'ю — 107 658 доларів (медіана — 90 688). Медіана доходів становила 80 938 доларів для чоловіків та 59 167 доларів для жінок. За межею бідності перебувало 3,4 % осіб, у тому числі 6,3 % дітей у віці до 18 років та 3,4 % осіб у віці 65 років та старших.
Цивільне працевлаштоване населення становило 463 особи. Основні галузі зайнятості: роздрібна торгівля — 21,0 %, освіта, охорона здоров'я та соціальна допомога — 19,0 %, виробництво — 16,6 %.